# Travis Turnbull
Travis Turnbull, född 7 juli 1986 i Chesterfield, Missouri, är en amerikansk professionell ishockeyspelare som spelar för Kölner Haie i DEL.
Han är son till den före detta ishockeyspelaren Perry Turnbull.

## Spelarkarriär
Turnbull spelade collegehockey i fyra år för University of Michigan i NCAA. I april 2009 skrev han på ett tvåårskontrakt med Buffalo Sabres. Han spelade fyra säsonger för  i American Hockey League (AHL) för Portland Pirates och Rochester Americans. Under säsongen 2011/2012 spelade han tre matcher för Buffalo Sabres och den 23 mars 2012 gjorde han sitt första NHL mål i karriären mot New York Rangers i Madison Square Garden.
Inför säsongen 2012/2013 skrev han på ett kontrakt med Düsseldorfer EG i den tyska högstaligan DEL. Han gjorde sammanlagt 46 poäng på 50 spelade matcher och gick påföljande säsong över till rivalen ERC Ingolstadt. Säsongen 2014/2015 var han tillbaka till Düsseldorfer EG. I december 2015 valde Turnbull att bryta sitt kontrakt med Düsseldorfer EG och istället skriva kontrakt med Färjestad BK I SHL. Han noterades för 12 poäng (varav 5 mål) på 23 spelade grundseriematcher i Färjestad.
Inför säsongen 2016/2017 skrev han på ett kontrakt med tyska klubben Kölner Haie.